# Barni Do
Barni Do este un sat din comuna Plužine, Muntenegru. Conform datelor de la recensământul din 2003, localitatea are 40 de locuitori (la recensământul din 1991 erau 68 de locuitori).

## Demografie
În satul Barni Do locuiesc 35 de persoane adulte, iar vârsta medie a populației este de 39,8 de ani (35,1 la bărbați și 44,8 la femei). În localitate sunt 13 gospodării, iar numărul mediu de membri în gospodărie este de 3,08.
Populația localității este foarte eterogenă.
|  |

| Demografie | Demografie | Demografie |
| An         | Locuitori  | Locuitori  |
| ---------- | ---------- | ---------- |
|            |            |            |
|            |            |            |
|            |            |            |
|            |            |            |
| 1948       | 157        |            |
| 1953       | 175        |            |
| 1961       | 185        |            |
| 1971       | 175        |            |
| 1981       | 136        |            |
| 1991       | 68         | 68         |
| 2003       | 40         | 40         |

| \| Componența etnică conform recensământului din 2003[2] \| Componența etnică conform recensământului din 2003[2] \| Componența etnică conform recensământului din 2003[2] \| Componența etnică conform recensământului din 2003[2] \| Componența etnică conform recensământului din 2003[2] \| \| ----------------------------------------------------- \| ----------------------------------------------------- \| ----------------------------------------------------- \| ----------------------------------------------------- \| ----------------------------------------------------- \| \| \| \| \| \| \| \| Muntenegreni \| Muntenegreni \| \| 20 \| 50% \| \| Sârbi \| Sârbi \| \| 13 \| 32,5% \| \| necunoscută \| necunoscută \| \| 0 \| 0% \| |              |  |    |       |
| Componența etnică conform recensământului din 2003 |              |  |    |       |
| |              |  |    |       |
| Muntenegreni | Muntenegreni |  | 20 | 50%   |
| Sârbi | Sârbi        |  | 13 | 32,5% |
| necunoscută | necunoscută  |  | 0  | 0%    |